# 我的非一般岳母
《我的非一般岳母》，2018年马来西亚电视剧，为Double Vision Sdn.Bhd制作的都市灵异奇幻喜剧，八度空间原创强档2018年第6部作品。由陈子颖、庄可比、林绿、林奕廷、张熙恩、萧丽玲、吕爱琼、吴胤婷、盛天俊、志祥、刘益行、洪紫涵领衔主演。此剧为Double Vision继2015年ntv7《我的男友不是人》之后再度以都市灵异奇幻为题材制作的电视剧。

## 播出时间

### 首播
| 频道     | 所在地   | 播放日期       | 首播時间                 |
| -------- | -------- | -------------- | ------------------------ |
| 八度空间 | 马来西亚 | 2018年11月21日 | 星期一至四 21:30 - 22:30 |
| Tonton   | 马来西亚 | 2022年12月1日  | 更新一集，重温节目       |

### 重播
| 频道     | 所在地   | 播放日期     | 首播時间                 |
| -------- | -------- | ------------ | ------------------------ |
| ntv7     | 马来西亚 | 2019年8月6日 | 星期一至五 23:00 - 00:00 |
| 八度空间 | 马来西亚 | 2021年4月7日 | 星期一至五 18:00 - 18:58 |

## 故事概要
故事讲述着18岁的未婚妈妈苏美玲（陈子颖 饰演）在诞下女儿的过程产而逝世，美玲因放不下女儿而选择灵魂逗留在人间，以另一种方式关怀着女儿。25年后，美玲的女儿刘语晨（林绿 饰演）已长大成人。在城中著名建筑公司任职的潘文森（庄可比 饰演）年纪轻轻，才华横溢，可惜他向来出了名的人缘差，是个人人避之则吉，却又不得不屈服于他的建筑师。开发中的建筑工地遭到居民群起示威，文森赶到现场, 嘱咐工友强硬施工，导致双方起了激烈冲突，而文森也因此意外被车撞致重伤！千钧一发之际，文森被美玲营救。原以为苏醒后的文森必定找居民晦气，岂料他一反常态地表示自己有错在先，还中止了该项发展计划。原来此时的文森早已被美玲附身。 文森和美玲共用一体，被附身的文森拒绝向美玲提供帮助，他用尽方法制止美玲继续利用他的身体，可惜命运早己将二人紧紧联系一起。自此，美玲常常附身在文森身上借此关心和照顾语晨，也因此闹出不少笑话。
自从被附身后, 文森诧异身边的人对他态度的转变，令他开始反思自己过往的行为和态度，并因此作出改变。语晨对于性格时而冷酷，时而对自己呵护备至的文森感到奇怪，却渐渐地对他产生感情。而文森在‘帮忙’照顾语晨的过程中，也慢慢被这单纯善良的女孩吸引，两人渐渐互相产生情愫。然而身为阴间使者的美玲却发现文森命不久矣，为了不让语晨受到伤害，美玲千方百计阻止这段感情萌芽……于此同时，美玲发现了自己当初意外逝世，其实和文森一家脱离不了关系，这背后似乎隐藏着一个重大的阴谋……

## 演员阵容

### 主要演员
| 演员         | 角色   | 介绍 |
| 陈子颖       | 苏美玲 | 阴间使者 刘语晨之母 潘文森之欢喜冤家 严笑笑之下属 Laura之好友 生于1975年7月23日，死于1993年9月16日 于25年前在诞下刘语晨后意外逝世，因放不下而以鬼魂状态逗留在人间，实被李琳杀害 于第1集成为阴间使者，并被严笑笑委派收取潘文森之魂魄 参见苏美玲逝世案 |
| 涂恺哲(童年) | 潘文森 | 建筑师，Q&A公司创办人 潘清奇、李琳之子 阴阳眼人，于第20集他的魂魄逃脱出来后重新回到他的身上后，其阴阳眼功能消失 苏美玲之欢喜冤家，并被她附身 刘语晨之上司，后为其男友 吴国栋、Pauline、Sandy、Gigi、夏心怡、谭国平之老板 于第1集被邹怀恩开车撞致重伤（其实本应被车撞死而进入阴间，面临濒临死亡状态，但因苏美玲本收取其魂魄，变成在救他，最后他拥有阴阳眼，导致他可以看见苏美玲和其他鬼魂。） 于第11集得知刘语晨是苏美玲的亲生女儿 参见苏美玲逝世案 |
| 庄可比       | 潘文森 | 建筑师，Q&A公司创办人 潘清奇、李琳之子 阴阳眼人，于第20集他的魂魄逃脱出来后重新回到他的身上后，其阴阳眼功能消失 苏美玲之欢喜冤家，并被她附身 刘语晨之上司，后为其男友 吴国栋、Pauline、Sandy、Gigi、夏心怡、谭国平之老板 于第1集被邹怀恩开车撞致重伤（其实本应被车撞死而进入阴间，面临濒临死亡状态，但因苏美玲本收取其魂魄，变成在救他，最后他拥有阴阳眼，导致他可以看见苏美玲和其他鬼魂。） 于第11集得知刘语晨是苏美玲的亲生女儿 参见苏美玲逝世案 |
| 林绿         | 刘语晨 | Q&A公司实习生 苏美玲之女 潘文森之下属，后为其女友 夏心怡之好友兼同事 吴国栋之下属 谭国平、Pauline、Sandy、Gigi之同事 |
| 林奕廷       | 严笑笑 | 笑笑姐、严经理 阴间使者 明府旅馆之经理 苏美玲之上司 李中伟之前世情人 于第1集聘请苏美玲，并委派其收取潘文森之魂魄 |
| 张熙恩       | 李中伟 | 漫画家 刘语晨之房东并暗恋其 严笑笑之前世情人 于第16集向刘语晨告白，但被拒绝 |

### 夫妻情深案（1-6）
| 演员   | 角色   | 介绍 |
| 张咏华 | 邹怀恩 | 恩叔 郑小丽之夫 于第1集为阻止潘文森开发工地而开车撞他导致其重伤 于第5集自焚而死，死后化成鬼魂向潘文森报复 于第5集欲开车撞死潘文森，后被苏美玲阻止 于第6集附身在潘文森身上并打算借此用煤油烧死他，后被刘语晨阻止 于第6集喝下孟婆咖啡后投胎 |
| 陈诗莹 | 郑小丽 | 丽姨、邹太太 邹怀恩之妻 于第2集向潘文森求情，但被他狠心拒绝 于第5集发现邹怀恩意图自杀而企图阻止，后失败 于第6集拒绝原谅潘文森 |

### 少女奸杀案（6-8）
| 演员   | 角色   | 介绍 |
| 洪紫涵 | 黄美茵 | 女鬼 于四年前被谢佳庆遭绑架而强奸不遂，反被其将头浸在水里。因死于非命而成为孤魂野鬼 附身在叶荣升身上借此报仇 于第8集在阴间和母亲重逢并一起投胎 |
| 谢承伟 | 谢佳庆 | 叶荣升赎罪的对象，因4年前不小心用枪打中其导致一边脚残废 于四年前绑架黄美茵并企图强奸她，因强奸不遂将后她浸水杀死 于第8集被警方逮捕             |
| 王竣   | 叶荣升 | 警卫 之前是警察，因为认为自己的愧疚，一直帮助谢佳庆 于第7集被黄美茵上身                                                                        |
| 刘益行 | 吴锦鸿 | 谢佳庆之好友，帮助绑架黄美茵，后来却对其愧疚，一直在庙里念经已让自己好过一些 于第8集报警自首                                                   |

### 流浪猫复仇案（9-11）
| 演员   | 角色                | 介绍                                                                                |
| 萧丽玲 | 夏心怡              | 刘语晨、谭国平之同事 Q&A公司员工、后辞职 为人蛇蝎心肠，好胜心强 喜欢潘文森          |
| 岑翊玮 | 方雪儿/甜甜（猫名） | 前世为流浪猫，与13年前被夏心怡虐待浸在水里致死 因为了报复拒绝喝孟婆汤而投胎成方雪儿 |

### 抢车杀人案（12-14）
| 演员   | 角色   | 介绍                                                       |
| 志祥   | 谭国平 | 夏心怡之同事 被网民称为网络判官 最后被称杀人犯因为见死不救 |
| 郭秀文 | 梁益慧 | 被抢车之事主 因头部被刺伤因失血过多不幸逝世 于第14集投胎   |

### 孪生兄弟杀人案（14-16）
| 演员   | 角色   | 介绍                                                                                     |
| 盛天俊 | 黎伟翔 | 哥哥 孪生兄弟 被涉嫌杀害张大文 在牢中逝世 寻求文森和美玲找出真相 于第16集投胎            |
| 盛天俊 | 黎伟吉 | 弟弟 孪生兄弟 弱智儿童 时常被人欺负 因哥哥被大文利用 不小心错杀张大文                    |
| 释福如 | 余芸莲 | 单亲妈妈 非常疼爱自己的孪生儿子                                                          |
|        | 张大文 | 为了让伟翔跟他合作利用伟吉 因伟翔临时退出，抢劫失败，出手打伟吉 伟吉还手而被其不小心错杀 |

### 林丽云逝世案（17-19）
| 演员   | 角色          | 介绍                                                                                        |
| 云镁鑫 | 林丽云        | 沈德汉之妻 沈施嘉之母 苏美玲之邻居 生于1969年3月20日，死于1993年6月6日 已逝世，被杨立威误杀 |
| 云镁鑫 | 沈施嘉        | 沈德汉、林丽云之女 李琳之朋友 潘文森之相亲对象                                              |
| 陈沛江 | 沈德汉/杨立威 | 林丽云之夫 沈施嘉之父 于1993年杀害林丽云 于第19集承认自己是杨立威后最终到警察局自首         |

### 苏美玲逝世案（17-20）
| 演员         | 角色   | 介绍 |
| 吴胤婷(年轻) | 李琳   | 潘清奇之妻 潘文森之母 于25年前杀害苏美玲 于第20集刺伤潘文森 |
| 吕爱琼       | 李琳   | 潘清奇之妻 潘文森之母 于25年前杀害苏美玲 于第20集刺伤潘文森 |
| 温绍平       | 潘清奇 | 李琳之夫 潘文森之父 |
| 陈子颖       | 苏美玲 | 阴间使者 刘语晨之母 潘文森之欢喜冤家 连笑笑之下属 生于1975年，死于1993年 于25年前在诞下刘语晨后意外逝世，因放不下而以鬼魂状态逗留在人间，实被李琳杀害 于第20集与刘语晨相认 于第20集原化作蝴蝶打算投胎，后因放不下刘语晨而选择放弃投胎，继续守护着其 (结局为开放式结局，也可以把苏美玲的结局设定为原化作蝴蝶决定投胎做刘语晨的女儿) |
| 涂恺哲(童年) | 潘文森 | 苏美玲之欢喜冤家，并被她附身 刘语晨之上司，后为其男友 于第19集得知自己在25年前被苏美玲绑架 于第20集被李琳刺伤 本应被李琳刺伤伤重身亡，前往阴府喝下孟婆汤转世投胎，但拒绝并逃出去让其灵魂回到其身上，最后阴阳眼功能消失 |
| 庄可比       | 潘文森 | 苏美玲之欢喜冤家，并被她附身 刘语晨之上司，后为其男友 于第19集得知自己在25年前被苏美玲绑架 于第20集被李琳刺伤 本应被李琳刺伤伤重身亡，前往阴府喝下孟婆汤转世投胎，但拒绝并逃出去让其灵魂回到其身上，最后阴阳眼功能消失 |
| 林绿         | 刘语晨 | 苏美玲之女 潘文森之下属，后为其女友 于第20集与苏美玲相认 |
| 蔡子洋       |        | |

### 其他演员
| 演员   | 角色       | 介绍                                         |
| 梁佑诚 | 吴国栋     | 设计师                                       |
| 陈美瑾 | Gigi       | 刘语晨、谭国平、夏心怡之同事                 |
| 许秀青 | Sandy      | 刘语晨、谭国平、夏心怡之同事                 |
| 颜子斌 | Louis/新郎 | 于第12集拍婚纱照的新郎，因心脏病发作当场逝世 |
| 陈碧琴 | 新娘       | 于第12集拍婚纱照的新娘                       |

## 轶事
- 此剧为陈子颖继《逆光成长》后再度饰演未婚妈妈。
- 此剧为Double Vision继《我的男友不是人》后再度制作时装灵异喜剧。
- 此剧为庄可比、陈子颖及岑翊玮继《我的欧巴们》后第二度合作。
- 此剧为庄可比及林绿继《真心不怕输》后再度饰演情侣。
- 此剧为庄可比及吕爱琼继《真心不怕输》后再度饰演母子。
- 此剧在播放第四集时收视率已破10点。
- 此剧为岑翊玮及释福如继《我的男友不是人》后再度参演灵异喜剧。

## 电视节目的变迁
| 马来西亚 八度空间 原创强档 星期一至四 21:30 - 22:30 | 马来西亚 八度空间 原创强档 星期一至四 21:30 - 22:30  | 马来西亚 八度空间 原创强档 星期一至四 21:30 - 22:30 |
| --------------------------------------------------- | ---------------------------------------------------- | --------------------------------------------------- |
|                                                     | 我的非一般岳母 （2018年11月21日—2018年12月25日）     |                                                     |
| 知星人 （2018年10月9日—2018年11月20日）             | 千年来说对不起 （2018年12月26日 - 2019年1月23日）    |                                                     |
| 优6剧场 星期一至五 18:00 - 18:58                    |                                                      |                                                     |
| 娘惹相思格（重播） （2021年2月23日—2021年4月6日）   | 我的非一般岳母（重播） （2021年4月7日-2021年5月4日） | 爱的厘米 (2021年5月5日-2021年7月5日)                |

| 马来西亚 ntv7 （重播） 星期一至五 23:00 - 00:00 | 马来西亚 ntv7 （重播） 星期一至五 23:00 - 00:00 | 马来西亚 ntv7 （重播） 星期一至五 23:00 - 00:00 |
| ----------------------------------------------- | ----------------------------------------------- | ----------------------------------------------- |
|                                                 | 我的非一般岳母 （2019年8月6日—2019年9月2日）    |                                                 |
| 假面II (重播） （2019年7月9日—2019年8月5日）    | 逆行者 (重播） (2019年9月3日一2019年10月7日）   |                                                 |

## 注明
1. ↑  .   [2018-06-18]. （原始内容存档于2019-04-23）.
2. ↑  也可以把结局设定为苏美玲因放不下刘语晨而选择放弃投胎，也可以设定为苏美玲决定投胎，做刘语晨的孩子，结局观众可以自由决定